# 川康绣线梅
川康绣线梅为蔷薇科绣线梅属下的一个种。

## 变种
- 川康绣线梅少花变种（Neillia affinis var. pauciflora）为蔷薇科绣线梅属下的一个变种。
- 川康绣线梅多果变种（Neillia affinis var. polygyna）为蔷薇科绣线梅属下的一个变种。

## 扩展阅读
- 維基物種上的相關：川康绣线梅